# Груповий етап Ліги чемпіонів УЄФА 2020—2021
Груповий етап Ліги чемпіонів УЄФА 2020—2021 почався 20 жовтня 2020 та закінчився 9 грудня 2020. У Груповому етапі 32 команди змагаються за 16 місць у Плей-оф Ліги чемпіонів УЄФА 2020—2021.
Краснодар, Істанбул Башакшехір, Мідтьюланн та Ренн  вперше потрапили до групового етапу Ліги чемпіонів.

## Формат
В кожній групі команди грають між собою по одному матчу вдома та на виїзді за круговою системою. 1-е та 2-е місця проходять до 1/8 фіналу, а 3-є місце потрапляє до 1/16 фіналу Ліги Європи.

### Правила розподілу місць
Команди посідають місця у групі відповідно до набраних очок (3 очки за перемогу, 1 за нічию та 0 за поразку), та якщо команди набрали однакову кількість балів, застосовуються наступні критерії (у вказаному порядку), для визначення місця у групі (стаття регламенту 17.01):
1. Очки, набрані в очних зустрічах між командами під питанням;
2. Різниця м'ячів, забитих в очних зустрічах між командами під питанням;
3. Голи, забиті в очних зустрічах між командами під питанням;
4. Голи на виїзді, забиті в очних зустрічах між командами під питанням;
5. Якщо команд під питанням більше двох та після застосування усіх попередніх правил ще залишаються команди під питанням, то для них окремо повторно застосовуються попередні правила;
6. Різниця м'ячів, забитих в усіх матчах групового етапу;
7. Голи, забиті в усіх матчах групового етапу;
8. Голи на виїзді, забиті в усіх матчах групового етапу;
9. Кількість перемог в усіх матчах групового етапу;
10. Кількість перемог на виїзді в усіх матчах групового етапу;
11. Дисциплінарні бали (червона картка = 3 бала, жовта картка = 1 бал, вилучення за дві жовті картки в одному матчі = 3 бала);
12. Клубний коефіцієнт УЄФА.

## Групи
Розклад матчів Групового етапу було затверджено 2 жовтня 2020. Матчі заплановано на 20–21 жовтня, 27–28 жовтня, 3–4 листопада, 24–25 листопада, 1–2 грудня та 8–9 грудня 2020. Початок матчів о 22:00 EET/EEST, окрім 2–х матчів, початок яких о 19:55 EET/EEST.
Час вказано в EET/EEST (київський час) (місцевий час, якщо відрізняється, вказано в дужках).
Через пандемію коронавірусної хвороби, деякі матчі відбудуться  без глядачів.

### Група A
| Поз | Команда   | І | В | Н | П | ГЗ | ГП | РГ  | О  | Кваліфікація          |  | БАВ | АТЛ | РБЗ | ЛОК |
| --- | --------- | - | - | - | - | -- | -- | --- | -- | --------------------- |  | --- | --- | --- | --- |
| 1   | Баварія   | 6 | 5 | 1 | 0 | 18 | 5  | +13 | 16 | Вихід в 1/8 фіналу    |  | —   | 4:0 | 3:1 | 2:0 |
| 2   | Атлетіко  | 6 | 2 | 3 | 1 | 7  | 8  | −1  | 9  | Вихід в 1/8 фіналу    |  | 1:1 | —   | 3:2 | 0:0 |
| 3   | Ред Булл  | 6 | 1 | 1 | 4 | 10 | 17 | −7  | 4  | Перехід в Лігу Європи |  | 2:6 | 0:2 | —   | 2:2 |
| 4   | Локомотив | 6 | 0 | 3 | 3 | 5  | 10 | −5  | 3  |                       |  | 1:2 | 1:1 | 1:3 | —   |

| 21 жовтня 2020 19:55 (18:55 CEST) |

| Ред Булл                      | 2:2      | Локомотив                  |
| ----------------------------- | -------- | -------------------------- |
| - Собослаі 45' - Юнузович 50' | Протокол | - Едер 19' - Лисакович 75' |

| Вальс-Зіценгайм, Вальс-Зіценгайм Глядачів: 3 000 |

| 21 жовтня 2020 22:00 (21:00 CEST) |

| Баварія                                      | 4:0      | Атлетіко |
| -------------------------------------------- | -------- | -------- |
| - Коман 28', 72' - Горецка 41' - Толіссо 66' | Протокол |          |

| Альянц Арена, Мюнхен Глядачів: 0 |

| 27 жовтня 2020 19:55 (20:55 MSK) |

| Локомотив      | 1:2      | Баварія                    |
| -------------- | -------- | -------------------------- |
| - Міранчук 70' | Протокол | - Горецка 13' - Кімміх 79' |

| РЖД Арена, Москва Глядачів: 8 196 |

| 27 жовтня 2020 22:00 (21:00 CET) |

| Атлетіко                              | 3:2      | Ред Булл                         |
| ------------------------------------- | -------- | -------------------------------- |
| - Льоренте 29' - Жуан Фелікс 52', 85' | Протокол | - Собослаі 40' - Феліпе 47' (аг) |

| Ванда Метрополітано, Мадрид Глядачів: 0 |

| 3 листопада 2020 19:55 (20:55 MSK) |

| Локомотив             | 1:1      | Атлетіко      |
| --------------------- | -------- | ------------- |
| - Міранчук 25' (пен.) | Протокол | - Хіменес 18' |

| РЖД Арена, Москва Глядачів: 8 147 |

| 3 листопада 2020 22:00 (21:00 CET) |

| Ред Булл                  | 2:6      | Баварія                                                                                         |
| ------------------------- | -------- | ----------------------------------------------------------------------------------------------- |
| - Беріша 4' - Окугава 66' | Протокол | - Левандовський 21' (пен.), 88' - Крістенсен 44' (аг) - Боатенг 79' - Сане 83' - Ернандес 90+2' |

| Вальс-Зіценгайм, Вальс-Зіценгайм Глядачів: 0 |

| 25 листопада 2020 22:00 (21:00 CET) |

| Баварія                                    | 3:1      | Ред Булл     |
| ------------------------------------------ | -------- | ------------ |
| - Левандовський 43' - Коман 52' - Сане 68' | Протокол | - Беріша 73' |

| Альянц Арена, Мюнхен Глядачів: 0 |

| 25 листопада 2020 22:00 (21:00 CET) |

| Атлетіко | 0:0      | Локомотив |
| -------- | -------- | --------- |
|          | Протокол |           |

| Ванда Метрополітано, Мадрид Глядачів: 0 |

| 1 грудня 2020 19:55 (20:55 MSK) |

| Локомотив             | 1:3      | Ред Булл                        |
| --------------------- | -------- | ------------------------------- |
| - Міранчук 79' (пен.) | Протокол | - Беріша 28', 41' - Адейемі 81' |

| РЖД Арена, Москва Глядачів: 6 759 |

| 1 грудня 2020 22:00 (21:00 CET) |

| Атлетіко          | 1:1      | Баварія             |
| ----------------- | -------- | ------------------- |
| - Жуан Фелікс 26' | Протокол | - Мюллер 86' (пен.) |

| Ванда Метрополітано, Мадрид Глядачів: 0 |

| 9 грудня 2020 22:00 (21:00 CET) |

| Баварія                      | 2:0      | Локомотив |
| ---------------------------- | -------- | --------- |
| - Зюле 63' - Шупо-Мотінг 80' | Протокол |           |

| Альянц Арена, Мюнхен Глядачів: 0 |

| 9 грудня 2020 22:00 (21:00 CET) |

| Ред Булл | 0:2      | Атлетіко                    |
| -------- | -------- | --------------------------- |
|          | Протокол | - Ермосо 39' - Карраско 86' |

| Вальс-Зіценгайм, Вальс-Зіценгайм Глядачів: 0 |

### Група B
| Поз | Команда                  | І | В | Н | П | ГЗ | ГП | РГ | О  | Кваліфікація          |  | РМА | БОМ | ШАХ | ІНТ |
| --- | ------------------------ | - | - | - | - | -- | -- | -- | -- | --------------------- |  | --- | --- | --- | --- |
| 1   | Реал Мадрид              | 6 | 3 | 1 | 2 | 11 | 9  | +2 | 10 | Вихід в 1/8 фіналу    |  | —   | 2:0 | 2:3 | 3:2 |
| 2   | Боруссія (Менхенгладбах) | 6 | 2 | 2 | 2 | 16 | 9  | +7 | 8  | Вихід в 1/8 фіналу    |  | 2:2 | —   | 4:0 | 2:3 |
| 3   | Шахтар                   | 6 | 2 | 2 | 2 | 5  | 12 | −7 | 8  | Перехід в Лігу Європи |  | 2:0 | 0:6 | —   | 0:0 |
| 4   | Інтер                    | 6 | 1 | 3 | 2 | 7  | 9  | −2 | 6  |                       |  | 0:2 | 2:2 | 0:0 | —   |

1. 1 2  Очки в очних зустрічах: Боруссія (Менхенгладбах) 6, Шахтар 0

| 21 жовтня 2020 19:55 (18:55 CEST) |

| Реал Мадрид                        | 2:3      | Шахтар                                    |
| ---------------------------------- | -------- | ----------------------------------------- |
| - Модрич 54' - Вінісіус Жуніор 59' | Протокол | - Тете 29' - Варан 33' (аг) - Соломон 42' |

| Альфредо Ді Стефано, Мадрид Глядачів: 0 |

| 21 жовтня 2020 22:00 (21:00 CEST) |

| Інтер             | 2:2      | Боруссія (Менхенгладбах)              |
| ----------------- | -------- | ------------------------------------- |
| - Лукаку 49', 90' | Протокол | - Бенсебаїні 63' (пен.) - Гофманн 84' |

| Сан-Сіро, Мілан Глядачів: 1 000 |

| 27 жовтня 2020 19:55 |

| Шахтар | 0:0      | Інтер |
| ------ | -------- | ----- |
|        | Протокол |       |

| НСК «Олімпійський», Київ Глядачів: 10 178 |

| 27 жовтня 2020 22:00 (21:00 CET) |

| Боруссія (Менхенгладбах) | 2:2      | Реал Мадрид                    |
| ------------------------ | -------- | ------------------------------ |
| - Тюрам 33', 58'         | Протокол | - Бензема 87' - Каземіро 90+3' |

| Боруссія Парк, Менхенгладбах Глядачів: 0 |

| 3 листопада 2020 19:55 |

| Шахтар | 0:6      | Боруссія (Менхенгладбах)                                             |
| ------ | -------- | -------------------------------------------------------------------- |
|        | Протокол | - Плеа 8', 26', 78' - Бондар 17' (аг) - Бенсебаїні 44' - Штіндль 65' |

| НСК «Олімпійський», Київ Глядачів: 0 |

| 3 листопада 2020 22:00 (21:00 CET) |

| Реал Мадрид                                  | 3:2      | Інтер                        |
| -------------------------------------------- | -------- | ---------------------------- |
| - Бензема 25' - Рамос 33' - Родріго Гоес 80' | Протокол | - Мартінес 35' - Перишич 68' |

| Альфредо Ді Стефано, Мадрид Глядачів: 0 |

| 25 листопада 2020 19:55 (18:55 CET) |

| Боруссія (Менхенгладбах)                                      | 4:0      | Шахтар |
| ------------------------------------------------------------- | -------- | ------ |
| - Штіндль 17' (пен.) - Ельведі 34' - Емболо 45+1' - Вендт 77' | Протокол |        |

| Боруссія Парк, Менхенгладбах Глядачів: 0 |

| 25 листопада 2020 22:00 (21:00 CET) |

| Інтер | 0:2      | Реал Мадрид                        |
| ----- | -------- | ---------------------------------- |
|       | Протокол | - Азар 7' (пен.) - Хакімі 59' (аг) |

| Сан-Сіро, Мілан Глядачів: 0 |

| 1 грудня 2020 19:55 |

| Шахтар                        | 2:0      | Реал Мадрид |
| ----------------------------- | -------- | ----------- |
| - Дентіньйо 57' - Соломон 82' | Протокол |             |

| НСК «Олімпійський», Київ Глядачів: 0 |

| 1 грудня 2020 22:00 (21:00 CET) |

| Боруссія (Менхенгладбах) | 2:3      | Інтер                           |
| ------------------------ | -------- | ------------------------------- |
| - Плеа 45+1', 76'        | Протокол | - Дарміан 17' - Лукаку 64', 73' |

| Боруссія Парк, Менхенгладбах Глядачів: 0 |

| 9 грудня 2020 22:00 (21:00 CET) |

| Інтер | 0:0      | Шахтар |
| ----- | -------- | ------ |
|       | Протокол |        |

| Сан-Сіро, Мілан Глядачів: 0 |

| 9 грудня 2020 22:00 (21:00 CET) |

| Реал Мадрид       | 2:0      | Боруссія (Менхенгладбах) |
| ----------------- | -------- | ------------------------ |
| - Бензема 9', 32' | Протокол |                          |

| Альфредо Ді Стефано, Мадрид Глядачів: 0 |

### Група C
| Поз | Команда            | І | В | Н | П | ГЗ | ГП | РГ  | О  | Кваліфікація          |  | МС  | ПОР | ОЛІ | МАР |
| --- | ------------------ | - | - | - | - | -- | -- | --- | -- | --------------------- |  | --- | --- | --- | --- |
| 1   | Манчестер Сіті     | 6 | 5 | 1 | 0 | 13 | 1  | +12 | 16 | Вихід в 1/8 фіналу    |  | —   | 3:1 | 3:0 | 3:0 |
| 2   | Порту              | 6 | 4 | 1 | 1 | 10 | 3  | +7  | 13 | Вихід в 1/8 фіналу    |  | 0:0 | —   | 2:0 | 3:0 |
| 3   | Олімпіакос (Пірей) | 6 | 1 | 0 | 5 | 2  | 10 | −8  | 3  | Перехід в Лігу Європи |  | 0:1 | 0:2 | —   | 1:0 |
| 4   | Марсель            | 6 | 1 | 0 | 5 | 2  | 13 | −11 | 3  |                       |  | 0:3 | 0:2 | 2:1 | —   |

1. 1 2  Однакова кількість очок в матчах між собою (по 3). Голи на виїзді в очних зустрічах: Олімпіакос 1, Марсель 0

| 21 жовтня 2020 22:00 |

| Олімпіакос (Пірей)   | 1:0      | Марсель |
| -------------------- | -------- | ------- |
| - Ахмед Хассан 90+1' | Протокол |         |

| Георгіос Караїскакіс, Пірей Глядачів: 0 |

| 21 жовтня 2020 22:00 (20:00 BST) |

| Манчестер Сіті                                         | 3:1      | Порту           |
| ------------------------------------------------------ | -------- | --------------- |
| - Агуеро 21' (пен.) - Гюндоган 65' - Ферран Торрес 73' | Протокол | - Луїс Діас 14' |

| Сіті оф Манчестер, Манчестер Глядачів: 0 |

| 27 жовтня 2020 22:00 (20:00 WET) |

| Порту                       | 2:0      | Олімпіакос (Пірей) |
| --------------------------- | -------- | ------------------ |
| - Вієйра 11' - Олівейра 85' | Протокол |                    |

| Драгау, Порту Глядачів: 2 450 |

| 27 жовтня 2020 22:00 (21:00 CET) |

| Марсель | 0:3      | Манчестер Сіті                                    |
| ------- | -------- | ------------------------------------------------- |
|         | Протокол | - Ферран Торрес 18' - Гюндоган 76' - Стерлінг 81' |

| Велодром, Марсель Глядачів: 0 |

| 3 листопада 2020 22:00 (20:00 GMT) |

| Манчестер Сіті                                     | 3:0      | Олімпіакос (Пірей) |
| -------------------------------------------------- | -------- | ------------------ |
| - Ферран Торрес 12' - Жезус 81' - Жуан Канселу 90' | Протокол |                    |

| Сіті оф Манчестер, Манчестер Глядачів: 0 |

| 3 листопада 2020 22:00 (20:00 WET) |

| Порту                                             | 3:0      | Марсель |
| ------------------------------------------------- | -------- | ------- |
| - Марега 4' - Олівейра 28' (пен.) - Луїс Діас 69' | Протокол |         |

| Драгау, Порту Глядачів: 0 |

| 25 листопада 2020 19:55 |

| Олімпіакос (Пірей) | 0:1      | Манчестер Сіті |
| ------------------ | -------- | -------------- |
|                    | Протокол | - Фоден 36'    |

| Георгіос Караїскакіс, Пірей Глядачів: 0 |

| 25 листопада 2020 22:00 (21:00 CET) |

| Марсель | 0:2      | Порту                              |
| ------- | -------- | ---------------------------------- |
|         | Протокол | - Санусі 39' - Олівейра 72' (пен.) |

| Велодром, Марсель Глядачів: 0 |

| 1 грудня 2020 22:00 (21:00 CET) |

| Марсель                       | 2:1      | Олімпіакос (Пірей) |
| ----------------------------- | -------- | ------------------ |
| - Паєт 55' (пен.), 75' (пен.) | Протокол | - Камара 33'       |

| Велодром, Марсель Глядачів: 0 |

| 1 грудня 2020 22:00 (20:00 WET) |

| Порту | 0:0      | Манчестер Сіті |
| ----- | -------- | -------------- |
|       | Протокол |                |

| Драгау, Порту Глядачів: 0 |

| 9 грудня 2020 22:00 |

| Олімпіакос (Пірей) | 0:2      | Порту                           |
| ------------------ | -------- | ------------------------------- |
|                    | Протокол | - Отавіо 10' (пен.) - Урібе 77' |

| Георгіос Караїскакіс, Пірей Глядачів: 0 |

| 9 грудня 2020 22:00 (20:00 GMT) |

| Манчестер Сіті                                      | 3:0      | Марсель |
| --------------------------------------------------- | -------- | ------- |
| - Ферран Торрес 48' - Агуеро 77' - Альваро 90' (аг) | Протокол |         |

| Сіті оф Манчестер, Манчестер Глядачів: 0 |

### Група D
| Поз | Команда    | І | В | Н | П | ГЗ | ГП | РГ | О  | Кваліфікація          |  | ЛІВ | АТА | АЯК | МІД |
| --- | ---------- | - | - | - | - | -- | -- | -- | -- | --------------------- |  | --- | --- | --- | --- |
| 1   | Ліверпуль  | 6 | 4 | 1 | 1 | 10 | 3  | +7 | 13 | Вихід в 1/8 фіналу    |  | —   | 0:2 | 1:0 | 2:0 |
| 2   | Аталанта   | 6 | 3 | 2 | 1 | 10 | 8  | +2 | 11 | Вихід в 1/8 фіналу    |  | 0:5 | —   | 2:2 | 1:1 |
| 3   | Аякс       | 6 | 2 | 1 | 3 | 7  | 7  | 0  | 7  | Перехід в Лігу Європи |  | 0:1 | 0:1 | —   | 3:1 |
| 4   | Мідтьюланн | 6 | 0 | 2 | 4 | 4  | 13 | −9 | 2  |                       |  | 1:1 | 0:4 | 1:2 | —   |

| 21 жовтня 2020 22:00 (21:00 CEST) |

| Аякс | 0:1      | Ліверпуль            |
| ---- | -------- | -------------------- |
|      | Протокол | - Тальяфіко 35' (аг) |

| Йоган Кройф Арена, Амстердам Глядачів: 0 |

| 21 жовтня 2020 22:00 (21:00 CEST) |

| Мідтьюланн | 0:4      | Аталанта                                              |
| ---------- | -------- | ----------------------------------------------------- |
|            | Протокол | - Сапата 26' - Гомес 36' - Мур'єль 42' - Міранчук 89' |

| MCH Арена, Гернінг Глядачів: 132 |

| 27 жовтня 2020 22:00 (21:00 CET) |

| Аталанта          | 2:2      | Аякс                            |
| ----------------- | -------- | ------------------------------- |
| - Сапата 54', 60' | Протокол | - Тадич 30' (пен.) - Траоре 38' |

| Стадіо Атлеті Адзуррі д'Італія, Бергамо Глядачів: 0 |

| 27 жовтня 2020 22:00 (20:00 GMT) |

| Ліверпуль                             | 2:0      | Мідтьюланн |
| ------------------------------------- | -------- | ---------- |
| - Діогу Жота 55' - Салах 90+3' (пен.) | Протокол |            |

| Енфілд, Ліверпуль Глядачів: 0 |

| 3 листопада 2020 22:00 (21:00 CET) |

| Мідтьюланн  | 1:2      | Аякс                    |
| ----------- | -------- | ----------------------- |
| - Дреєр 18' | Протокол | - Антоні 1' - Тадич 13' |

| MCH Арена, Гернінг Глядачів: 132 |

| 3 листопада 2020 22:00 (21:00 CET) |

| Аталанта | 0:5      | Ліверпуль                                         |
| -------- | -------- | ------------------------------------------------- |
|          | Протокол | - Діогу Жота 16', 33', 54' - Салах 47' - Мане 49' |

| Стадіо Атлеті Адзуррі д'Італія, Бергамо Глядачів: 0 |

| 25 листопада 2020 22:00 (21:00 CET) |

| Аякс                                       | 3:1      | Мідтьюланн         |
| ------------------------------------------ | -------- | ------------------ |
| - Гравенберх 47' - Мазрауї 49' - Нерес 66' | Протокол | - Мабіл 80' (пен.) |

| Йоган Кройф Арена, Амстердам Глядачів: 0 |

| 25 листопада 2020 22:00 (20:00 GMT) |

| Ліверпуль | 0:2      | Аталанта                  |
| --------- | -------- | ------------------------- |
|           | Протокол | - Іличич 60' - Гозенс 64' |

| Енфілд, Ліверпуль Глядачів: 0 |

| 1 грудня 2020 22:00 (20:00 GMT) |

| Ліверпуль   | 1:0      | Аякс |
| ----------- | -------- | ---- |
| - Джонс 58' | Протокол |      |

| Енфілд, Ліверпуль Глядачів: 0 |

| 1 грудня 2020 22:00 (21:00 CET) |

| Аталанта     | 1:1      | Мідтьюланн  |
| ------------ | -------- | ----------- |
| - Ромеро 79' | Протокол | - Шольц 13' |

| Стадіо Атлеті Адзуррі д'Італія, Бергамо Глядачів: 0 |

| 9 грудня 2020 19:55 (18:55 CET) |

| Аякс | 0:1      | Аталанта      |
| ---- | -------- | ------------- |
|      | Протокол | - Мур'єль 85' |

| Йоган Кройф Арена, Амстердам Глядачів: 0 |

| 9 грудня 2020 19:55 (18:55 CET) |

| Мідтьюланн         | 1:1      | Ліверпуль  |
| ------------------ | -------- | ---------- |
| - Шольц 62' (пен.) | Протокол | - Салах 1' |

| MCH Арена, Гернінг Глядачів: 147 |

### Група E
| Поз | Команда   | І | В | Н | П | ГЗ | ГП | РГ  | О  | Кваліфікація          |  | ЧЕЛ | СЕВ | КРА | РЕН |
| --- | --------- | - | - | - | - | -- | -- | --- | -- | --------------------- |  | --- | --- | --- | --- |
| 1   | Челсі     | 6 | 4 | 2 | 0 | 14 | 2  | +12 | 14 | Вихід в 1/8 фіналу    |  | —   | 0:0 | 1:1 | 3:0 |
| 2   | Севілья   | 6 | 4 | 1 | 1 | 9  | 8  | +1  | 13 | Вихід в 1/8 фіналу    |  | 0:4 | —   | 3:2 | 1:0 |
| 3   | Краснодар | 6 | 1 | 2 | 3 | 6  | 11 | −5  | 5  | Перехід в Лігу Європи |  | 0:4 | 1:2 | —   | 1:0 |
| 4   | Ренн      | 6 | 0 | 1 | 5 | 3  | 11 | −8  | 1  |                       |  | 1:2 | 1:3 | 1:1 | —   |

| 20 жовтня 2020 22:00 (21:00 CEST) |

| Ренн                 | 1:1      | Краснодар     |
| -------------------- | -------- | ------------- |
| - Гірассі 56' (пен.) | Протокол | - Рамірес 59' |

| Руазон-Парк, Ренн Глядачів: 4 973 |

| 20 жовтня 2020 22:00 (20:00 BST) |

| Челсі | 0:0      | Севілья |
| ----- | -------- | ------- |
|       | Протокол |         |

| Стемфорд Бридж, Лондон Глядачів: 0 |

| 28 жовтня 2020 19:55 (20:55 MSK) |

| Краснодар | 0:4      | Челсі                                                          |
| --------- | -------- | -------------------------------------------------------------- |
|           | Протокол | - Гадсон-Одой 37' - Вернер 76' (пен.) - Зієш 79' - Пулишич 90' |

| Краснодар, Краснодар Глядачів: 10 544 |

| 28 жовтня 2020 22:00 (21:00 CET) |

| Севілья          | 1:0      | Ренн |
| ---------------- | -------- | ---- |
| - Л. де Йонг 56' | Протокол |      |

| Рамон Санчес Пісхуан, Севілья Глядачів: 0 |

| 4 листопада 2020 22:00 (20:00 GMT) |

| Челсі                                         | 3:0      | Ренн |
| --------------------------------------------- | -------- | ---- |
| - Вернер 10' (пен.), 41' (пен.) - Абрагам 50' | Протокол |      |

| Стемфорд Бридж, Лондон Глядачів: 0 |

| 4 листопада 2020 22:00 (21:00 CET) |

| Севілья                            | 3:2      | Краснодар                          |
| ---------------------------------- | -------- | ---------------------------------- |
| - Ракитич 42' - Ен-Несірі 69', 72' | Протокол | - Сулейманов 17' - Берг 21' (пен.) |

| Рамон Санчес Пісхуан, Севілья Глядачів: 0 |

| 24 листопада 2020 19:55 (18:55 CET) |

| Ренн          | 1:2      | Челсі                          |
| ------------- | -------- | ------------------------------ |
| - Гірассі 85' | Протокол | - Гадсон-Одой 22' - Жіру 90+1' |

| Руазон-Парк, Ренн Глядачів: 0 |

| 24 листопада 2020 19:55 (20:55 MSK) |

| Краснодар       | 1:2      | Севілья                    |
| --------------- | -------- | -------------------------- |
| - Вандерсон 56' | Протокол | - Ракитич 4' - Мунір 90+5' |

| Краснодар, Краснодар Глядачів: 10 554 |

| 2 грудня 2020 19:55 (20:55 MSK) |

| Краснодар  | 1:0      | Ренн |
| ---------- | -------- | ---- |
| - Берг 71' | Протокол |      |

| Краснодар, Краснодар Глядачів: 8 747 |

| 2 грудня 2020 22:00 (21:00 CET) |

| Севілья | 0:4      | Челсі                           |
| ------- | -------- | ------------------------------- |
|         | Протокол | - Жіру 8', 54', 74', 83' (пен.) |

| Рамон Санчес Пісхуан, Севілья Глядачів: 0 |

| 8 грудня 2020 22:00 (21:00 CET) |

| Ренн                | 1:3      | Севілья                            |
| ------------------- | -------- | ---------------------------------- |
| - Рюттер 86' (пен.) | Протокол | - Кунде 32' - Ен-Несірі 45+2', 81' |

| Руазон-Парк, Ренн Глядачів: 0 |

| 8 грудня 2020 22:00 (20:00 GMT) |

| Челсі                  | 1:1      | Краснодар     |
| ---------------------- | -------- | ------------- |
| - Жоржиньйо 28' (пен.) | Протокол | - Кабелла 24' |

| Стемфорд Бридж, Лондон Глядачів: 2 000 |

### Група F
| Поз | Команда             | І | В | Н | П | ГЗ | ГП | РГ | О  | Кваліфікація          |  | БОД | ЛАЦ | БРЮ | ЗЕН |
| --- | ------------------- | - | - | - | - | -- | -- | -- | -- | --------------------- |  | --- | --- | --- | --- |
| 1   | Боруссія (Дортмунд) | 6 | 4 | 1 | 1 | 12 | 5  | +7 | 13 | Вихід в 1/8 фіналу    |  | —   | 1:1 | 3:0 | 2:0 |
| 2   | Лаціо               | 6 | 2 | 4 | 0 | 11 | 7  | +4 | 10 | Вихід в 1/8 фіналу    |  | 3:1 | —   | 2:2 | 3:1 |
| 3   | Брюгге              | 6 | 2 | 2 | 2 | 8  | 10 | −2 | 8  | Перехід в Лігу Європи |  | 0:3 | 1:1 | —   | 3:0 |
| 4   | Зеніт               | 6 | 0 | 1 | 5 | 4  | 13 | −9 | 1  |                       |  | 1:2 | 1:1 | 1:2 | —   |

| 20 жовтня 2020 19:55 |

| Зеніт             | 1:2      | Брюгге                               |
| ----------------- | -------- | ------------------------------------ |
| - Горват 74' (аг) | Протокол | - Бонавентур 63' - де Кетеларе 90+3' |

| Газпром-Арена, Санкт-Петербург Глядачів: 16 682 |

| 20 жовтня 2020 22:00 (21:00 CEST) |

| Лаціо                                          | 3:1      | Боруссія (Дортмунд) |
| ---------------------------------------------- | -------- | ------------------- |
| - Іммобіле 6' - Гітц 23' (аг) - Акпа-Акпро 76' | Протокол | - Голанд 71'        |

| Олімпійський, Рим Глядачів: 1 000 |

| 28 жовтня 2020 22:00 (21:00 CET) |

| Брюгге               | 1:1      | Лаціо        |
| -------------------- | -------- | ------------ |
| - Ванакен 42' (пен.) | Протокол | - Корреа 14' |

| Ян Брейдел, Брюгге Глядачів: 0 |

| 28 жовтня 2020 22:00 (21:00 CET) |

| Боруссія (Дортмунд)               | 2:0      | Зеніт |
| --------------------------------- | -------- | ----- |
| - Санчо 78' (пен.) - Голанд 90+1' | Протокол |       |

| Зігналь Ідуна Парк, Дортмунд Глядачів: 0 |

| 4 листопада 2020 19:55 (20:55 MSK) |

| Зеніт        | 1:1      | Лаціо         |
| ------------ | -------- | ------------- |
| - Єрохін 32' | Протокол | - Кайседо 82' |

| Газпром-Арена, Санкт-Петербург Глядачів: 17 427 |

| 4 листопада 2020 22:00 (21:00 CET) |

| Брюгге | 0:3      | Боруссія (Дортмунд)             |
| ------ | -------- | ------------------------------- |
|        | Протокол | - Т. Азар 14' - Голанд 18', 32' |

| Ян Брейдел, Брюгге Глядачів: 0 |

| 24 листопада 2020 22:00 (21:00 CET) |

| Лаціо                                  | 3:1      | Зеніт       |
| -------------------------------------- | -------- | ----------- |
| - Іммобіле 3', 55' (пен.) - Пароло 22' | Протокол | - Дзюба 25' |

| Олімпійський, Рим Глядачів: 0 |

| 24 листопада 2020 22:00 (21:00 CET) |

| Боруссія (Дортмунд)             | 3:0      | Брюгге |
| ------------------------------- | -------- | ------ |
| - Голанд 18', 60' - Санчо 45+1' | Протокол |        |

| Зігналь Ідуна Парк, Дортмунд Глядачів: 0 |

| 2 грудня 2020 22:00 (21:00 CET) |

| Боруссія (Дортмунд) | 1:1      | Лаціо                 |
| ------------------- | -------- | --------------------- |
| - Геррейру 44'      | Протокол | - Іммобіле 67' (пен.) |

| Зігналь Ідуна Парк, Дортмунд Глядачів: 0 |

| 2 грудня 2020 22:00 (21:00 CET) |

| Брюгге                                            | 3:0      | Зеніт |
| ------------------------------------------------- | -------- | ----- |
| - де Кетеларе 33' - Ванакен 58' (пен.) - Ланг 73' | Протокол |       |

| Ян Брейдел, Брюгге Глядачів: 0 |

| 8 грудня 2020 19:55 (18:55 CET) |

| Лаціо                              | 2:2      | Брюгге                     |
| ---------------------------------- | -------- | -------------------------- |
| - Корреа 12' - Іммобіле 27' (пен.) | Протокол | - Вормер 15' - Ванакен 76' |

| Олімпійський, Рим Глядачів: 0 |

| 8 грудня 2020 19:55 (20:55 MSK) |

| Зеніт         | 1:2      | Боруссія (Дортмунд)       |
| ------------- | -------- | ------------------------- |
| - Дріуссі 16' | Протокол | - Піщек 68' - Вітсель 78' |

| Газпром-Арена, Санкт-Петербург Глядачів: 10 860 |

### Група G
| Поз | Команда     | І | В | Н | П | ГЗ | ГП | РГ  | О  | Кваліфікація          |  | ЮВЕ | БАР | ДИН | ФЕР |
| --- | ----------- | - | - | - | - | -- | -- | --- | -- | --------------------- |  | --- | --- | --- | --- |
| 1   | Ювентус     | 6 | 5 | 0 | 1 | 14 | 4  | +10 | 15 | Вихід в 1/8 фіналу    |  | —   | 0:2 | 3:0 | 2:1 |
| 2   | Барселона   | 6 | 5 | 0 | 1 | 16 | 5  | +11 | 15 | Вихід в 1/8 фіналу    |  | 0:3 | —   | 2:1 | 5:1 |
| 3   | Динамо      | 6 | 1 | 1 | 4 | 4  | 13 | −9  | 4  | Перехід в Лігу Європи |  | 0:2 | 0:4 | —   | 1:0 |
| 4   | Ференцварош | 6 | 0 | 1 | 5 | 5  | 17 | −12 | 1  |                       |  | 1:4 | 0:3 | 2:2 | —   |

1. 1 2  Однакова кількість очок в матчах між собою (по 3). Різниця голів в очних зустрічах: Ювентус +1, Барселона -1.

| 20 жовтня 2020 19:55 |

| Динамо | 0:2      | Ювентус           |
| ------ | -------- | ----------------- |
|        | Протокол | - Мората 46', 84' |

| НСК «Олімпійський», Київ Глядачів: 14 850 |

| 20 жовтня 2020 22:00 (21:00 CEST) |

| Барселона                                                              | 5:1      | Ференцварош          |
| ---------------------------------------------------------------------- | -------- | -------------------- |
| - Мессі 27' (пен.) - Фаті 42' - Коутінью 52' - Педрі 82' - Дембеле 89' | Протокол | - Харатін 70' (пен.) |

| Камп Ноу, Барселона Глядачів: 0 |

| 28 жовтня 2020 22:00 (21:00 CET) |

| Ференцварош            | 2:2      | Динамо                              |
| ---------------------- | -------- | ----------------------------------- |
| - Нгуен 59' - Болі 90' | Протокол | - Циганков 28' (пен.) - де Пена 41' |

| Групама Арена, Будапешт Глядачів: 6 171 |

| 28 жовтня 2020 22:00 (21:00 CET) |

| Ювентус | 0:2      | Барселона                          |
| ------- | -------- | ---------------------------------- |
|         | Протокол | - Дембеле 14' - Мессі 90+1' (пен.) |

| Ювентус Стедіум, Турин Глядачів: 0 |

| 4 листопада 2020 22:00 (21:00 CET) |

| Барселона                    | 2:1      | Динамо         |
| ---------------------------- | -------- | -------------- |
| - Мессі 5' (пен.) - Піке 65' | Протокол | - Циганков 75' |

| Камп Ноу, Барселона Глядачів: 0 |

| 4 листопада 2020 22:00 (21:00 CET) |

| Ференцварош | 1:4      | Ювентус                                        |
| ----------- | -------- | ---------------------------------------------- |
| - Болі 90'  | Протокол | - Мората 7', 60' - Дибала 73' - Двалі 81' (аг) |

| Пушкаш Арена, Будапешт Глядачів: 18 531 |

| 24 листопада 2020 22:00 |

| Динамо | 0:4      | Барселона                                                |
| ------ | -------- | -------------------------------------------------------- |
|        | Протокол | - Дест 52' - Брайтвайте 57', 70' (пен.) - Грізманн 90+2' |

| НСК «Олімпійський», Київ Глядачів: 0 |

| 24 листопада 2020 22:00 (21:00 CET) |

| Ювентус                      | 2:1      | Ференцварош |
| ---------------------------- | -------- | ----------- |
| - Роналду 35' - Мората 90+2' | Протокол | - Узуні 19' |

| Ювентус Стедіум, Турин Глядачів: 0 |

| 2 грудня 2020 22:00 (21:00 CET) |

| Ювентус                                | 3:0      | Динамо |
| -------------------------------------- | -------- | ------ |
| - К'єза 21' - Роналду 57' - Мората 66' | Протокол |        |

| Ювентус Стедіум, Турин Глядачів: 0 |

| 2 грудня 2020 22:00 (21:00 CET) |

| Ференцварош | 0:3      | Барселона                                            |
| ----------- | -------- | ---------------------------------------------------- |
|             | Протокол | - Грізманн 14' - Брайтвайте 21' - Дембеле 28' (пен.) |

| Пушкаш Арена, Будапешт Глядачів: 0 |

| 8 грудня 2020 22:00 |

| Динамо      | 1:0      | Ференцварош |
| ----------- | -------- | ----------- |
| - Попов 60' | Протокол |             |

| НСК «Олімпійський», Київ Глядачів: 0 |

| 8 грудня 2020 22:00 (21:00 CET) |

| Барселона                                       | 0:3      | Ювентус |
| ----------------------------------------------- | -------- | ------- |
| - Роналду 13' (пен.), 52' (пен.) - Маккенні 20' | Протокол |         |

| Камп Ноу, Барселона Глядачів: 0 |

### Група H
| Поз | Команда             | І | В | Н | П | ГЗ | ГП | РГ  | О  | Кваліфікація          |  | ПСЖ | РБЛ | МЮ  | ІБШ |
| --- | ------------------- | - | - | - | - | -- | -- | --- | -- | --------------------- |  | --- | --- | --- | --- |
| 1   | Парі Сен-Жермен     | 6 | 4 | 0 | 2 | 13 | 6  | +7  | 12 | Вихід в 1/8 фіналу    |  | —   | 1:0 | 1:2 | 5:1 |
| 2   | РБ Лейпциг          | 6 | 4 | 0 | 2 | 11 | 12 | −1  | 12 | Вихід в 1/8 фіналу    |  | 2:1 | —   | 3:2 | 2:0 |
| 3   | Манчестер Юнайтед   | 6 | 3 | 0 | 3 | 15 | 10 | +5  | 9  | Перехід в Лігу Європи |  | 1:3 | 5:0 | —   | 4:1 |
| 4   | Істанбул Башакшехір | 6 | 1 | 0 | 5 | 7  | 18 | −11 | 3  |                       |  | 0:2 | 3:4 | 2:1 | —   |

1. 1 2  Однакова кількість очок в матчах між собою (по 3). Голи на виїзді в очних зустрічах: Парі Сен-Жермен 1, РБ Лейпциг 0

| 20 жовтня 2020 22:00 (21:00 CEST) |

| Парі Сен-Жермен     | 1:2      | Манчестер Юнайтед                          |
| ------------------- | -------- | ------------------------------------------ |
| - Марсьяль 55' (аг) | Протокол | - Бруну Фернандеш 23' (пен.) - Рашфорд 87' |

| Парк де Пренс, Париж Глядачів: 0 |

| 20 жовтня 2020 22:00 (21:00 CEST) |

| РБ Лейпциг            | 2:0      | Істанбул Башакшехір |
| --------------------- | -------- | ------------------- |
| - Анхеліньйо 16', 20' | Протокол |                     |

| Ред Булл Арена, Лейпциг Глядачів: 999 |

| 28 жовтня 2020 19:55 (20:55 TRT) |

| Істанбул Башакшехір | 0:2      | Парі Сен-Жермен |
| ------------------- | -------- | --------------- |
|                     | Протокол | - Кен 64', 79'  |

| Башакшехір Фатіх Терім, Стамбул Глядачів: 350 |

| 28 жовтня 2020 22:00 (20:00 GMT) |

| Манчестер Юнайтед                                             | 5:0      | РБ Лейпциг |
| ------------------------------------------------------------- | -------- | ---------- |
| - Грінвуд 21' - Рашфорд 74', 78', 90+2' - Марсьяль 87' (пен.) | Протокол |            |

| Олд Траффорд, Манчестер Глядачів: 577 |

| 4 листопада 2020 19:55 (20:55 TRT) |

| Істанбул Башакшехір  | 2:1      | Манчестер Юнайтед |
| -------------------- | -------- | ----------------- |
| - Ба 13' - Вишча 40' | Протокол | - Марсьяль 43'    |

| Башакшехір Фатіх Терім, Стамбул Глядачів: 350 |

| 4 листопада 2020 22:00 (21:00 CET) |

| РБ Лейпциг                         | 2:1      | Парі Сен-Жермен |
| ---------------------------------- | -------- | --------------- |
| - Нкунку 42' - Форсберг 57' (пен.) | Протокол | - Ді Марія 6'   |

| Ред Булл Арена, Лейпциг Глядачів: 0 |

| 24 листопада 2020 22:00 (21:00 CET) |

| Парі Сен-Жермен     | 1:0      | РБ Лейпциг |
| ------------------- | -------- | ---------- |
| - Неймар 11' (пен.) | Протокол |            |

| Парк де Пренс, Париж Глядачів: 0 |

| 24 листопада 2020 22:00 (20:00 GMT) |

| Манчестер Юнайтед                                             | 4:1      | Істанбул Башакшехір |
| ------------------------------------------------------------- | -------- | ------------------- |
| - Бруну Фернандеш 7', 19' - Рашфорд 35' (пен.) - Джеймс 90+2' | Протокол | - Тюрюч 75'         |

| Олд Траффорд, Манчестер Глядачів: 545 |

| 2 грудня 2020 19:55 (20:55 TRT) |

| Істанбул Башакшехір        | 3:4      | РБ Лейпциг                                              |
| -------------------------- | -------- | ------------------------------------------------------- |
| - Кахведжі 45+3', 72', 85' | Протокол | - Поульсен 26' - Мукіеле 43' - Ольмо 66' - Серлот 90+2' |

| Башакшехір Фатіх Терім, Стамбул Глядачів: 0 |

| 2 грудня 2020 22:00 (20:00 GMT) |

| Манчестер Юнайтед | 1:3      | Парі Сен-Жермен                     |
| ----------------- | -------- | ----------------------------------- |
| - Рашфорд 32'     | Протокол | - Неймар 6', 90+1' - Маркіньйос 69' |

| Олд Траффорд, Манчестер Глядачів: 638 |

| 9 грудня 2020 19:55 (18:55 CET) |

| Парі Сен-Жермен                                 | 5:1      | Істанбул Башакшехір |
| ----------------------------------------------- | -------- | ------------------- |
| - Неймар 21', 38', 50' - Мбаппе 42' (пен.), 62' | Протокол | - Топал 57'         |

| Парк де Пренс, Париж Глядачів: 0 |

| 8 грудня 2020 22:00 (21:00 CET) |

| РБ Лейпциг                                   | 3:2      | Манчестер Юнайтед                              |
| -------------------------------------------- | -------- | ---------------------------------------------- |
| - Анхеліньйо 2' - Гайдара 13' - Клюйверт 69' | Протокол | - Бруну Фернандеш 80' (пен.) - Конате 82' (аг) |

| Ред Булл Арена, Лейпциг Глядачів: 0 |

## Позначки
1. ↑  Для матчів до 24 жовтня 2020 — 1 тур — в EEST (UTC+3), а для матчів 2-6 туру — EET (UTC+2).
2. 1 2 3  Домашні матчі Реал Мадриду пройдуть  на стадіоні Альфредо Ді Стефано у Мадриді, замість їх домашнього стадіону — Сантьяго Бернабеу (Мадрид).
3. 1 2 3  Домашні матчі Шахтаря пройдуть  на НСК «Олімпійський» у Києві, замість їх домашнього стадіону — Донбас Арена (Донецьк) — через війну на сході України.
4. 1 2  Домашні матчі Ференцварошу проти Ювентусу та Барселони пройдуть  на Пушкаш Арені у Будапешті, замість їх домашнього стадіону — Групама Арена (Будапешт) [16]
5. ↑  Матч Парі Сен-Жермен проти Істанбул Башакшехір було зупинено після 14 зіграних хвилин та рахунку 0:0, оскільки команди пішли з поля через расистські висловлювання зі сторони четвертого арбітра в сторону помічника тренера турецької команди.[17][18] Матч буде продовжено 9 грудня 2020 о 19:55 EET з новим суддівським складом.